# Aphodius pusillus
Aphodius pusillus (лат.) — вид пластинчатоусых жуков из подсемейства афодиин.
Имаго длиной 3,5—4,7 мм. Тело чёрное. Переднеспинка с красноватыми передними углами. Надкрылья красно-бурые, часто с более светлыми пятнышками на вершине и перед нею. Ноги красно-бурые. Жуки характеризуются следующими признаками: 1) щиток маленький; 2) вершинная шпора передних голеней просто заострённая.

## Синонимы
В синонимику вида входят следующие биномены:
- Scarabaeus pusillus Herbst, 1789[3]basionym
- Esymus pusillus (Herbst, 1789)
- Aphodius foenellus Gistel, 1857[3]
- Aphodius granum Gyllenhal, 1808[3]
- Aphodius tachypus Gistel, 1857[3]